# Paratrachelophorus longicornis
Paratrachelophorus longicornis es una especie de coleóptero de la familia Attelabidae.

## Distribución geográfica
Habita en Japón, China, Rusia y Corea.